# Bettina Blümner
Bettina Blümner   (Ratingen, 5 de setembre de 1975) és una directora i guionista alemanya resident a Berlín.

## Trajectòria
Del 1999 al 2004 va estudiar direcció a la Filmakademie Baden-Württemberg de Ludwigsburg i va participar en un programa d'intercanvi amb l'Escola Internacional de Cinema i Televisió de Cuba. Durant aquell temps va realitzar diversos curtmetratges com Forever young (1999), Sommersonne (2001), Wash and go (2003), The chain (2004), La vida dulce (2005) i Naked city (2006).
L'any 2007, Bettina Blümner va debutar al llargmetratge amb la pel·lícula Prinzessinnenbad, que tracta de la vida de tres noies de 15 anys, Klara, Mina i Tanutscha, que creixen al barri berlinès de Kreuzberg. Per aquesta pel·lícula, va rebre el premi «Dialogue en Perspective» al 57è Festival Internacional de Cinema de Berlín. Al llarg de la seva trajectòria artística, Blümmer ha intercalat els llargmetratges de ficció amb el cinema documental.